# Lista rajdów rajdowych mistrzostw świata
Lista rajdów Rajdowych Mistrzostw Świata obejmuje wszystkie imprezy rajdowe, które były częścią harmonogramu Rajdowych Mistrzostw Świata FIA (WRC). Nie obejmuje rajdów, które były tylko częścią Pucharu FIA dla kierowców, poprzednika Rajdowych Mistrzostw Świata, takich jak Rajd Arktyczny, Rajd Szkocji i Rajd Southern Cross. W latach 1994–1996 WRC miało system rotacji rajdów. Rajd Szwecji nie miał pełnego statusu rajdu WRC w sezonie 1994, Rajd Finlandii w 1995 roku, Rajd Monte Carlo i Rajd Wielkiej Brytanii w 1996 roku. Zamiast tego rajdy te były częścią 2-litrowych mistrzostw „Formuły 2”.
Rajdowe Mistrzostwa Świata miały nowy system „Round Rotation” w 2009 i 2010 roku, aby zachęcić kandydatów do rajdów, aby te rajdy miały szansę być eliminacją WRC.

## Rajdy obecne i przeszłe
Stan na koniec 2019 roku.
| Kraj                     | Rajd                          | Baza                                 | Nawierzchnia        | Ilość | Lata w WRC                                        |
| ------------------------ | ----------------------------- | ------------------------------------ | ------------------- | ----- | ------------------------------------------------- |
| Argentyna                | Rajd Argentyny                | Cordoba, Villa Carlos Paz            | Szuter              | 37    | 1980–1981, 1983–1994, 1996–2009, 2011–2019        |
| Australia                | Rajd Australii                | Perth, Kingscliff, Coffs Harbour     | Szuter              | 24    | 1989–1993, 1995–2006, 2009, 2011, 2013–2018       |
| Austria                  | Rajd Austrii                  | Baden                                | Szuter              | 1     | 1973                                              |
| Brazylia                 | Rajd Brazylii                 | São Paulo                            | Szuter              | 2     | 1981–1982                                         |
| Bułgaria                 | Rajd Bułgarii                 | Borowec                              | Asfalt              | 1     | 2010                                              |
| Chile                    | Rajd Chile                    | Concepcion                           | Szuter              | 1     | 2019                                              |
| Chiny                    | Rajd Chin                     | Guangdong                            | Szuter              | 1     | 1999                                              |
| Cypr                     | Rajd Cypru                    | Limassol                             | Szuter              | 8     | 2000–2006, 2009                                   |
| Estonia                  | Rajd Estonii                  | Tartu                                | Szuter              | 1     | 2020                                              |
| Finlandia                | Rajd Finlandii                | Jyväskylä                            | Szuter              | 46    | 1973–1994, 1996–2019                              |
| Francja                  | Rajd Korsyki                  | Ajaccio                              | Asfalt              | 40    | 1973–1995, 1997–2008, 2015–2019                   |
| Francja                  | Rajd Francji Alzacja          | Strasburg                            | Asfalt              | 5     | 2010–2014                                         |
| Grecja                   | Rajd Grecji                   | Ateny, Lutraki                       | Szuter              | 37    | 1973, 1975–1994, 1996–2009, 2011–2013             |
| Hiszpania                | Rajd Hiszpanii                | Lloret de Mar, Salou                 | Asfalt i Szuter     | 27    | 1991–1992, 2010–2019                              |
| Hiszpania                | Rajd Hiszpanii                | Lloret de Mar, Salou                 | Asfalt              | 27    | 1993, 1995–2009                                   |
| Irlandia                 | Rajd Irlandii                 | Sligo                                | Asfalt              | 2     | 2007, 2009                                        |
| Indonezja                | Rajd Indonezji                | Makassar                             | Szuter              | 2     | 1996–1997                                         |
| Japonia                  | Rajd Japonii                  | Obihiro, Sapporo                     | Szuter              | 6     | 2004–2008, 2010                                   |
| Jordania                 | Rajd Jordanii                 | Amman                                | Szuter              | 3     | 2008, 2010–2011                                   |
| Kanada                   | Rajd Rideau Lakes             | Smiths Falls                         | Szuter              | 1     | 1974                                              |
| Kanada                   | Kryterium Quebecu             | Montreal                             | Szuter              | 3     | 1977–1979                                         |
| Kenia                    | Rajd Safari                   | Nairobi                              | Szuter              | 29    | 1973–1994, 1996–2002                              |
| Maroko                   | Rajd Maroka                   | Casablanca                           | Szuter              | 3     | 1973, 1975–1976                                   |
| Meksyk                   | Rajd Meksyku                  | Leon                                 | Szuter              | 16    | 2004–2008, 2010–2020                              |
| Monako                   | Rajd Monte Carlo              | Diverse, Monte Carlo, Walencja, Gap  | Asfalt, śnieg i lód | 43    | 1973, 1975–1995, 1997–2008, 2012–2020             |
| Niemcy                   | Rajd Niemiec                  | Trier, Bostalsee                     | Asfalt              | 17    | 2002–2008, 2010–2019                              |
| Nowa Zelandia            | Rajd Nowej Zelandii           | Auckland                             | Szuter              | 31    | 1977, 1979–1980, 1982–1995, 1997–2008, 2010, 2012 |
| Norwegia                 | Rajd Norwegii                 | Hamar                                | Śnieg i lód         | 2     | 2007, 2009                                        |
| Polska                   | Rajd Polski                   | Kraków, Mikołajki                    | Asfalt              | 6     | 1973                                              |
| Polska                   | Rajd Polski                   | Kraków, Mikołajki                    | Szuter              | 6     | 2009, 2014–2017                                   |
| Portugalia               | Rajd Portugalii               | Estoril, Vilamoura, Faro, Matosinhos | Asfalt i szuter     | 40    | 1973–1994                                         |
| Portugalia               | Rajd Portugalii               | Estoril, Vilamoura, Faro, Matosinhos | Szuter              | 40    | 1995, 1997–2001, 2007, 2009–2019                  |
| Stany Zjednoczone        | Rajd Press-on-Regardless      | Detroit                              | Szuter              | 2     | 1973–1974                                         |
| Stany Zjednoczone        | Rajd Olympus                  | Tacoma                               | Szuter              | 3     | 1986–1988                                         |
| Szwecja                  | Rajd Szwecji                  | Karlstad                             | Śnieg i lód         | 44    | 1973, 1975–1989, 1991–1993, 1995–2008, 2010–2020  |
| Turcja                   | Rajd Turcji                   | Kemer, Stambuł                       | Szuter              | 9     | 2003–2006, 2008, 2010, 2018–2020,                 |
| Wielka Brytania          | Rajd Wielkiej Brytanii        | Diverse, Cardiff, Deeside            | Szuter              | 45    | 1973–1995, 1997–2019                              |
| Włochy                   | Rajd San Remo                 | San Remo                             | Asfalt i szuter     | 29    | 1973–1992, 1994, 1996                             |
| Włochy                   | Rajd San Remo                 | San Remo                             | Asfalt              | 29    | 1993, 1997–2003                                   |
| Włochy                   | Rajd Sardynii                 | Porto Cervo, Olbia, Alghero          | Szuter              | 15    | 2004–2009, 2011–2019                              |
| Włochy                   | Rajd Monza                    | Monza                                | Szuter i Asfalt     | 1     | 2020                                              |
| Wybrzeże Kości Słoniowej | Rajd Wybrzeża Kości Słoniowej | Abidżan                              | Szuter              | 15    | 1978–1992                                         |

## Lata 1973–1979
| Runda | 1973            | 1974            | 1975            | 1976            | 1977            | 1978                     | 1979                     |
| ----- | --------------- | --------------- | --------------- | --------------- | --------------- | ------------------------ | ------------------------ |
| 1     | Monaco          | Portugalia      | Monaco          | Monaco          | Monaco          | Monaco                   | Monaco                   |
| 2     | Szwecja         | Kenia           | Szwecja         | Szwecja         | Szwecja         | Szwecja                  | Szwecja                  |
| 3     | Portugalia      | Finlandia       | Kenia           | Portugalia      | Portugalia      | Kenia                    | Portugalia               |
| 4     | Kenia           | Włochy          | Grecja          | Kenia           | Kenia           | Portugalia               | Kenia                    |
| 5     | Maroko          | Kanada          | Maroko          | Grecja          | Nowa Zelandia   | Grecja                   | Grecja                   |
| 6     | Grecja          | USA             | Portugalia      | Maroko          | Grecja          | Finlandia                | Nowa Zelandia            |
| 7     | Polska          | Wielka Brytania | Finlandia       | Finlandia       | Finlandia       | Kanada                   | Finlandia                |
| 8     | Finlandia       | Francja         | Włochy          | Włochy          | Kanada          | Włochy                   | Kanada                   |
| 9     | Austria         |                 | Francja         | Francja         | Włochy          | Wybrzeże Kości Słoniowej | Włochy                   |
| 10    | Włochy          |                 | Wielka Brytania | Wielka Brytania | Francja         | Francja                  | Francja                  |
| 11    | USA             |                 |                 |                 | Wielka Brytania | Wielka Brytania          | Wielka Brytania          |
| 12    | Wielka Brytania |                 |                 |                 |                 |                          | Wybrzeże Kości Słoniowej |
| 13    | Francja         |                 |                 |                 |                 |                          |                          |

## Lata 1980–1989
| Runda | 1980                     | 1981                     | 1982                     | 1983                     | 1984                     | 1985                     | 1986                     | 1987                     | 1988                     | 1989                     |
| ----- | ------------------------ | ------------------------ | ------------------------ | ------------------------ | ------------------------ | ------------------------ | ------------------------ | ------------------------ | ------------------------ | ------------------------ |
| 1     | Monaco                   | Monaco                   | Monaco                   | Monaco                   | Monaco                   | Monaco                   | Monaco                   | Monaco                   | Monaco                   | Szwecja                  |
| 2     | Szwecja                  | Szwecja                  | Szwecja                  | Szwecja                  | Szwecja                  | Szwecja                  | Szwecja                  | Szwecja                  | Szwecja                  | Monaco                   |
| 3     | Portugalia               | Portugalia               | Portugalia               | Portugalia               | Portugalia               | Portugalia               | Portugalia               | Portugalia               | Portugalia               | Portugalia               |
| 4     | Kenia                    | Kenia                    | Kenia                    | Kenia                    | Kenia                    | Kenia                    | Kenia                    | Kenia                    | Kenia                    | Kenia                    |
| 5     | Grecja                   | Francja                  | Francja                  | Francja                  | Francja                  | Francja                  | Francja                  | Francja                  | Francja                  | Francja                  |
| 6     | Argentyna                | Grecja                   | Grecja                   | Grecja                   | Grecja                   | Grecja                   | Grecja                   | Grecja                   | Grecja                   | Grecja                   |
| 7     | Finlandia                | Argentyna                | Nowa Zelandia            | Nowa Zelandia            | Nowa Zelandia            | Nowa Zelandia            | Nowa Zelandia            | USA                      | USA                      | Nowa Zelandia            |
| 8     | Nowa Zelandia            | Brazylia                 | Brazylia                 | Argentyna                | Argentyna                | Argentyna                | Argentyna                | Nowa Zelandia            | Nowa Zelandia            | Argentyna                |
| 9     | Włochy                   | Finlandia                | Finlandia                | Finlandia                | Finlandia                | Finlandia                | Finlandia                | Argentyna                | Argentyna                | Finlandia                |
| 10    | Francja                  | Włochy                   | Włochy                   | Włochy                   | Włochy                   | Włochy                   | Wybrzeże Kości Słoniowej | Finlandia                | Finlandia                | Australia                |
| 11    | Wielka Brytania          | Wybrzeże Kości Słoniowej | Wybrzeże Kości Słoniowej | Wybrzeże Kości Słoniowej | Wybrzeże Kości Słoniowej | Wybrzeże Kości Słoniowej | Włochy                   | Wybrzeże Kości Słoniowej | Wybrzeże Kości Słoniowej | Włochy                   |
| 12    | Wybrzeże Kości Słoniowej | Wielka Brytania          | Wielka Brytania          | Wielka Brytania          | Wielka Brytania          | Wielka Brytania          | Wielka Brytania          | Włochy                   | Włochy                   | Wybrzeże Kości Słoniowej |
| 13    |                          |                          |                          |                          |                          |                          | USA                      | Wielka Brytania          | Wielka Brytania          | Wielka Brytania          |

## Lata 1990–1999
| Runda | 1990                     | 1991                     | 1992                     | 1993            | 1994            | 1995            | 1996      | 1997            | 1998            | 1999            |
| ----- | ------------------------ | ------------------------ | ------------------------ | --------------- | --------------- | --------------- | --------- | --------------- | --------------- | --------------- |
| 1     | Monaco                   | Monaco                   | Monaco                   | Monaco          | Monaco          | Monaco          | Szwecja   | Monaco          | Monaco          | Monaco          |
| 2     | Portugalia               | Szwecja                  | Szwecja                  | Szwecja         | Portugalia      | Szwecja         | Kenia     | Szwecja         | Szwecja         | Szwecja         |
| 3     | Kenia                    | Portugalia               | Portugalia               | Portugalia      | Kenia           | Portugalia      | Indonezja | Kenia           | Kenia           | Kenia           |
| 4     | Francja                  | Kenia                    | Kenia                    | Kenia           | Francja         | Francja         | Grecja    | Portugalia      | Portugalia      | Portugalia      |
| 5     | Grecja                   | Francja                  | Francja                  | Francja         | Grecja          | Nowa Zelandia   | Argentyna | Hiszpania       | Hiszpania       | Hiszpania       |
| 6     | Nowa Zelandia            | Grecja                   | Grecja                   | Grecja          | Argentyna       | Australia       | Finlandia | Francja         | Francja         | Francja         |
| 7     | Argentyna                | Nowa Zelandia            | Nowa Zelandia            | Argentyna       | Nowa Zelandia   | Hiszpania       | Argentyna | Argentyna       | Argentyna       | Argentyna       |
| 8     | Finlandia                | Argentyna                | Argentyna                | Nowa Zelandia   | Finlandia       | Wielka Brytania | Włochy    | Grecja          | Grecja          | Grecja          |
| 9     | Australia                | Finlandia                | Finlandia                | Finlandia       | Włochy          |                 | Hiszpania | Nowa Zelandia   | Nowa Zelandia   | Nowa Zelandia   |
| 10    | Włochy                   | Australia                | Australia                | Australia       | Wielka Brytania |                 |           | Finlandia       | Finlandia       | Finlandia       |
| 11    | Wybrzeże Kości Słoniowej | Włochy                   | Włochy                   | Włochy          |                 |                 |           | Indonezja       | Włochy          | Chiny           |
| 12    | Wielka Brytania          | Wybrzeże Kości Słoniowej | Wybrzeże Kości Słoniowej | Hiszpania       |                 |                 |           | Włochy          | Australia       | Włochy          |
| 13    |                          | Hiszpania                | Hiszpania                | Wielka Brytania |                 |                 |           | Australia       | Wielka Brytania | Australia       |
| 14    |                          | Wielka Brytania          | Wielka Brytania          |                 |                 |                 |           | Wielka Brytania |                 | Wielka Brytania |

## Lata 2000–2009
| Runda | 2000            | 2001            | 2002            | 2003            | 2004            | 2005            | 2006            | 2007            | 2008            | 2009            |
| ----- | --------------- | --------------- | --------------- | --------------- | --------------- | --------------- | --------------- | --------------- | --------------- | --------------- |
| 1     | Monaco          | Monaco          | Monaco          | Monaco          | Monaco          | Monaco          | Monaco          | Monaco          | Monaco          | Irlandia        |
| 2     | Szwecja         | Szwecja         | Szwecja         | Szwecja         | Szwecja         | Szwecja         | Szwecja         | Szwecja         | Szwecja         | Norwegia        |
| 3     | Kenia           | Portugalia      | Francja         | Turcja          | Meksyk          | Meksyk          | Meksyk          | Norwegia        | Meksyk          | Cypr            |
| 4     | Portugalia      | Hiszpania       | Hiszpania       | Nowa Zelandia   | Nowa Zelandia   | Nowa Zelandia   | Hiszpania       | Meksyk          | Argentyna       | Portugalia      |
| 5     | Hiszpania       | Argentyna       | Cypr            | Argentyna       | Cypr            | Włochy          | Francja         | Portugalia      | Jordania        | Argentyna       |
| 6     | Argentyna       | Cypr            | Argentyna       | Grecja          | Grecja          | Cypr            | Argentyna       | Argentyna       | Włochy          | Włochy          |
| 7     | Grecja          | Grecja          | Grecja          | Cypr            | Turcja          | Turcja          | Włochy          | Włochy          | Grecja          | Grecja          |
| 8     | Nowa Zelandia   | Kenia           | Kenia           | Niemcy          | Argentyna       | Grecja          | Grecja          | Grecja          | Turcja          | Polska          |
| 9     | Finlandia       | Finlandia       | Finlandia       | Finlandia       | Finlandia       | Argentyna       | Niemcy          | Finlandia       | Finlandia       | Finlandia       |
| 10    | Cypr            | Nowa Zelandia   | Niemcy          | Australia       | Niemcy          | Finlandia       | Finlandia       | Niemcy          | Niemcy          | Australia       |
| 11    | Francja         | Włochy          | Włochy          | Włochy          | Japonia         | Niemcy          | Japonia         | Nowa Zelandia   | Nowa Zelandia   | Hiszpania       |
| 12    | Włochy          | Francja         | Nowa Zelandia   | Francja         | Wielka Brytania | Wielka Brytania | Cypr            | Hiszpania       | Hiszpania       | Wielka Brytania |
| 13    | Australia       | Australia       | Australia       | Hiszpania       | Włochy          | Japonia         | Turcja          | Francja         | Francja         |                 |
| 14    | Wielka Brytania | Wielka Brytania | Wielka Brytania | Wielka Brytania | Francja         | Francja         | Australia       | Japonia         | Japonia         |                 |
| 15    |                 |                 |                 |                 | Hiszpania       | Hiszpania       | Nowa Zelandia   | Irlandia        | Wielka Brytania |                 |
| 16    |                 |                 |                 |                 | Australia       | Australia       | Wielka Brytania | Wielka Brytania |                 |                 |

## Lata 2010–2019
| Runda | 2010            | 2011            | 2012            | 2013            | 2014            | 2015            | 2016            | 2017            | 2018            | 2019             |
| ----- | --------------- | --------------- | --------------- | --------------- | --------------- | --------------- | --------------- | --------------- | --------------- | ---------------- |
| 1     | Szwecja         | Szwecja         | Monaco          | Monaco          | Monaco          | Monaco          | Monaco          | Monaco          | Monaco          | Monaco           |
| 2     | Meksyk          | Meksyk          | Szwecja         | Szwecja         | Szwecja         | Szwecja         | Szwecja         | Szwecja         | Szwecja         | Szwecja          |
| 3     | Jordania        | Portugalia      | Meksyk          | Meksyk          | Meksyk          | Meksyk          | Meksyk          | Meksyk          | Meksyk          | Meksyk           |
| 4     | Turcja          | Jordania        | Portugalia      | Portugalia      | Portugalia      | Argentyna       | Argentyna       | Francja         | Francja         | Francja          |
| 5     | Nowa Zelandia   | Włochy          | Argentyna       | Argentyna       | Argentyna       | Portugalia      | Portugalia      | Argentyna       | Argentyna       | Argentyna        |
| 6     | Portugalia      | Argentyna       | Grecja          | Grecja          | Włochy          | Włochy          | Włochy          | Portugalia      | Portugalia      | Chile            |
| 7     | Bułgaria        | Grecja          | Nowa Zelandia   | Włochy          | Polska          | Polska          | Polska          | Włochy          | Włochy          | Portugalia       |
| 8     | Finlandia       | Finlandia       | Finlandia       | Finlandia       | Finlandia       | Finlandia       | Finlandia       | Polska          | Finlandia       | Włochy           |
| 9     | Niemcy          | Niemcy          | Niemcy          | Niemcy          | Niemcy          | Niemcy          | Niemcy          | Finlandia       | Niemcy          | Finlandia        |
| 10    | Japonia         | Australia       | Wielka Brytania | Australia       | Australia       | Australia       | Francja         | Niemcy          | Turcja          | Niemcy           |
| 11    | Francja         | Francja         | Francja         | Francja         | Francja         | Francja         | Hiszpania       | Hiszpania       | Wielka Brytania | Turcja           |
| 12    | Hiszpania       | Hiszpania       | Włochy          | Hiszpania       | Hiszpania       | Hiszpania       | Wielka Brytania | Wielka Brytania | Hiszpania       | Wielkia Brytania |
| 13    | Wielka Brytania | Wielka Brytania | Hiszpania       | Wielka Brytania | Wielka Brytania | Wielka Brytania | Australia       | Australia       | Australia       | Hiszpania        |
| 14    |                 |                 |                 |                 |                 |                 |                 |                 |                 | Australia        |

## Lata 2020–2029
| Runda | 2020     | 2021       | 2022          | 2023            | 2024            |
| ----- | -------- | ---------- | ------------- | --------------- | --------------- |
| 1     | Monaco   | Monaco     | Monaco        | Monaco          | Monaco          |
| 2     | Szwecja  | Akrtyczny  | Szwecja       | Szwecja         | Szwecja         |
| 3     | Meksyk   | Chorwacja  | Chorwacja     | Meksyk          | Safari          |
| 4     | Estonia  | Portugalia | Portugalia    | Chorwacja       | Chorwacja       |
| 5     | Turcji   | Sardynia   | Sardynia      | Portugalia      | Portugalia      |
| 6     | Sardynia | Safari     | Safari        | Sardynia        | Sardynia        |
| 7     | Włochy   | Estonia    | Estonia       | Safari          | Polska          |
| 8     |          | Belgia     | Finlandia     | Estonia         | Łotwa           |
| 9     |          | Grecja     | Belgia        | Finlandia       | Finlandia       |
| 10    |          | Finlandia  | Grecja        | Grecja          | Grecja          |
| 11    |          | Hiszpania  | Nowa Zelandia | Chile           | Chile           |
| 12    |          | Monza      | Hiszpania     | Europa Środkowa | Europa Środkowa |
| 13    |          |            | Japonia       | Japonia         | Japonia         |

## Źródła
- Stron o rajdach WRC
- Stron o rajdach WRC